# Decazeville
Decazeville (occitanska: La Sala) är en stad och kommun i departementet Aveyron i regionen Occitanien i södra Frankrike. Kommunen ligger  i kantonen Decazeville som ligger i arrondissementet Villefranche-de-Rouergue. År 2022 hade Decazeville 5 025 invånare.
År 1926 hade staden 14 261 innevånare. Staden omges av kol- och järngruvor, samt masugnar och järnverk. Staden har vuxit fram kring de industriella anläggningar som grundades av Élie Decazes.

## Befolkningsutveckling
Antalet invånare i kommunen Decazeville
Referens: INSEE